# Mediabox
Die Mediabox ist eine Set-Top-Box (STB) für den Empfang von in SECA Mediaguard 1 codierten Sendungen. Diese Set-Top-Box sollte in Deutschland eingesetzt werden, um dem Empfang von Premiere (Digital) zu ermöglichen. Auftraggeber der Mediabox war der französische Betreiber Canal+, welcher auch Anteile an Premiere hielt.
Die Mediabox wurde von Philips in verschiedenen Versionen gebaut und bekam in Deutschland die Modellnummer DSI175/02G.
Die hier vorgestellte Mediabox wurde 1997 nur in der Testphase (ausgewählte Regionen Deutschlands) an 20.000 Abonnenten des Senders Premiere (Digital) geliefert, jedoch kurze Zeit später gegen die d-box ausgetauscht. Jedoch wird die Mediabox noch heute in Frankreich, Spanien und Italien als Set-Top-Box eingesetzt.

## Betriebssystem
Als Betriebssystem kommt das von Canal+ entwickelte Mediahighway System (heute Teil von NDS) zum Einsatz. 
Diese Software ist auf Interaktivität ausgelegt. So ist es möglich, mit einer Mediabox Homeshopping zu betreiben oder per Menü Pay-per-View-Filme zu bestellen. Die Abrechnung sowohl von Homeshopping als auch von Pay-per-View erfolgt hier direkt mit dem Anbieter. 
Dies kann in unterschiedlicher Weise vonstattengehen:
- per Modem (Kundenkonto oder Kreditkarte) und
- per Geldkarte, die sich im zweiten Slot der Mediabox befindet.

## Einschränkungen
Die Mediabox ist nur in der Lage, Sendungen zu empfangen, die mit folgenden Parametern übereinstimmen:
- 22.000 Ms/sec	FEC 2/3
- 22.000 Ms/sec	FEC 3/4
- 27.500 Ms/sec	FEC 2/3
- 27.500 Ms/sec	FEC 3/4

Ohne eine Smartcard kann die Mediabox nicht benutzt werden.

## Anschlüsse
- Slot 1 für Smartcard
- Slot 2 für Bankkarte
- Modemanschluss
- Serialport
- Parallelport
- 2 × Scart (RGB)
- 1 × Scart (FBAS)
- Cinch-Audio-Out

## Technische Daten
Modell DSI175/02G
- Verschlüsselungssystem Mediaguard
- Betriebssystem Mediahighway
- Anpassung für Premiere V1.0904
- V.22bis-Modem als Rückkanal